# 믹 패닝

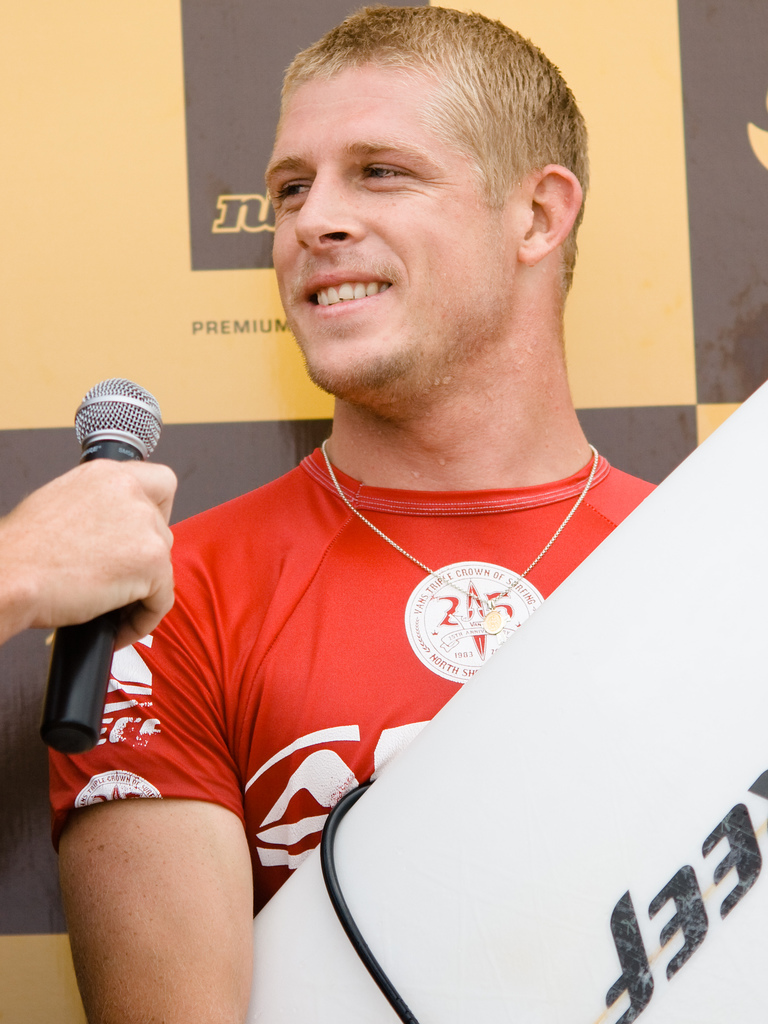
믹 패닝

믹 패닝(Mick Fanning, 1981년 6월 13일 ~ )은 오스트레일리아의 서퍼로, 2007년과 2009년 ASP 월드 투어에서 우승을 했다.

## 생애
패닝은 1981년 6월 13일 뉴사우스웨일스주에서 마이클 유진 패닝(Michael Eugene Fanning)이라는 이름으로 아일랜드계 부모님 사이에서 태어났다.
패닝은 5살때부터 파도타기를 시작했으며, 전문 파도타기 선수로 자라게 되었다.